# Ruellia asperula
Ruellia asperula är en akantusväxtart som först beskrevs av Carl Friedrich Philipp von Martius och Ness, och fick sitt nu gällande namn av Gustav Lindau. Ruellia asperula ingår i släktet Ruellia och familjen akantusväxter. Inga underarter finns listade i Catalogue of Life.